# Bastien und Bastienne
Bastien und Bastienne (Bastián y Bastiana) es un singspiel en un acto, compuesto por Wolfgang Amadeus Mozart (1768) basado en texto de F.W. Weiskern y A. Schachtner. Lleva por número KV 50. En el último catálogo Köchel: K6 46b. Tiene una duración aproximada de 50 minutos.
Bastián y Bastiana fue una de las primeras óperas de Mozart, escrita en 1768 cuando sólo tenía doce años de edad. Se supone que esta obra fue un encargo de Franz Anton Mesmer, creador de la teoría del "magnetismo animal" (mesmerismo), que más tarde sería parodiado en Così fan tutte) como una sátira del género "pastoral" entonces prevalente, y específicamente como una parodia de la ópera Le devin du village de Jean-Jacques Rousseau. El libreto en alemán es de Friedrich Wilhelm Weiskern, Johann Heinrich Müller y Johann Andreas Schachtner, basándose en "Les Amours de Bastien et Bastienne" de Marie-Justine-Benoîte Favart y Harny de Guerville. Después de su supuesto estreno en el teatro del jardín de Mesmer (que sólo está corroborado por un relato sin verificar de Nissen), no fue repuesta hasta 1890. No está comprobado que se estrenase en octubre de 1768 en Viena, ni en otro momento en vida de Mozart. La primera representación documentada es la de 2 de octubre de 1890 en el Architektenhaus de Berlín.
La obertura de Mozart usa la misma apertura que la Sinfonía n.º 3 de Beethoven, la Heroica. Se duda de que Beethoven conociera esta pieza inédita. Una explicación probable es que ambos compositores tomaran el tema de la misma fuente, hoy por hoy desconocida.
Aunque él era muy joven, Mozart ya tenía excelentes habilidades a la hora de componer para la voz humana, y un toque para la parodia y lo banal que alcanzaría su pleno florecimiento en sus obras posteriores. Bastián y Bastiana es posiblemente la más fácil de interpretar de las obras juveniles de Mozart.

## Personajes
Los personajes son:
Bastienne (Bastiana, una pastorcilla), soprano.
Bastien (Bastián, su enamorado), tenor.
Colas (un presunto mago), bajo.
Pastores y pastoras

## Argumento
Lugar: Una aldea de pastores
Época: Indeterminada
La historia tiene lugar en una villa de pastores, en un tiempo no determinado. La pastora Bastiana teme haber perdido el amor de su "más querido amigo", Bastián, y decide ir a los pastos para que su rebaño de corderos la reconforten. 
Antes de irse, sin embargo, recurre a un brujo, Colas, para volver a enamorarlo gracias a sus poderes mágicos. Colas, siendo un adivino, conoce todo sobre el problema, y la reconforta con el conocimiento de que Bastián no la ha abandonado, más bien él simplemente ha sido distraído últimamente por cierta "noble dama que vive en el castillo". Aconseja a Bastiana que actúe con frialdad hacia Bastián, que finja amar a otro, y así él volverá corriendo.
Se oye a Bastián acercándose, de manera que Bastiana se esconde. Entra Bastián, proclamando cuánto ama a Bastiana. Colas le informa de que Bastiana tiene un nuevo amante. Bastián queda asombrado y pide la ayuda del mago. Colas abre su libro de hechizos y recita un aria sin sentido llena de sílabas aleatorias y citas en latín (Diggi, Daggi). . Colas declara que el hechizo es un éxito y que Bastiana ama a Bastián de nuevo. Bastiana, sin embargo, decide mantener el juego un poco más y desdeña a Bastián con gran vehemencia. Ante el comportamiento despegado de Bastiana, Bastián amenaza suicidarse, ante lo cual Bastiana simplemente se encoge de hombros.
Finalmente, los dos deciden que han llegado demasiado lejos y se muestran conformes en reconciliarse. Al final, los amantes se abrazan y acaba la ópera con los preparativos de la boda, con un pequeño y agradable trío final (Kinder! Kinder!) en el que Colas se une a ellos.

## Valoración musical
- Instrumentación original

La orquesta consiste esencialmente de cuerdas y continuo, con añadido de trompas y oboes.
- Libreto

Está basado en Les amours de Bastien und Bastienne, parodia escrita por Marie-Justine-Benoîte Favart y Harny de Guerville sobre una comedia pastoril de J.J. Rousseau: Le devin du village (El adivino de aldea), de 1752. Esta obra llegó a Viena dos o tres años después y fue modificada por los actores Friedrich Wilhelm Weiskern y Johann H. F. Müller. También contribuyó a redactar el libreto Johann Andreas Schachtner, trompetista miembro de la orquesta de Salzburgo y amigo de la familia Mozart. El texto es alemán.
- Estructura musical

La partitura está formada por dieciséis pequeños números musicales: una Intrada instrumental, un recitativo, once arias (todas de forma binaria), dos duetos y un terceto final. La Intrada instrumental, en Sol, es semejante a uno de los temas principales de la Sinfonía Heroica de Beethoven, en lo que parece ser una mera coincidencia. De las piezas vocales, destacan 
N.º 2 Aria: Ich geh’ jetz auf die Weide (Bastiana)
N.º 4 Aria: Befraget mich ein zartes Kind (Colas)
N.º 6 Aria: Würd’ ich auch, wie manche Buhlerinnen (Bastiana)
N.º 9 Aria: Geh! Du sagst mir eine Fabel (Bastián)
N.º 10 Aria: Digi, daggi (Colas)
N.º 14 Recitativo: Dein Trotz vermehrt sich durch mein Leiden? (Bastián y Bastiana)
N.º 16 Tercero final: Kinder! Kinder!
- Estreno

Leopoldo Mozart con sus hijos Maria Anna y Wolfgang (Johann Nepomuk della Croce, 1780)

No está documentado que se llegara a estrenar en casa de Mesmer en septiembre u octubre de 1768. Sólo lo indica G. N. von Nissen en su Biografía de Mozart, publicada sesenta años después (1828). El teatro al aire libre en que se supone que tuvo lugar, no existía en 1768. Los recitativos se añadieron después, para una representación en Salzburgo que nunca tuvo lugar. 
La primera representación históricamente comprobada se produjo el 2 de octubre de 1890 en el Architektenhaus en Berlín. La primera representación en España fue en Madrid, 1915.
Bastián y Bastiana se representa poco; en las estadísticas de Operabase Archivado el 14 de mayo de 2017 en Wayback Machine. aparece la n.º 142 de las óperas representadas en 2005-2010, siendo la 21.ª en Austria y la decimotercera de Mozart, con 22 representaciones en el período.
- Valoración

Mozart tenía doce años cuando la compuso. No obstante, mostraba ya habilidad para la escritura vocal y destreza para la parodia. La pieza es de gran simplicidad, marcada por una unidad melódica que se establece de manera natural. Es posible identificar a cada personaje, a través de los recursos musicales. 
Su estilo sencillo e ingenuo se refuerza a menudo al interpretarse por niños cantores en lugar de los pretendidos soprano, tenor y bajos originalmente indicados, o bien, en formato para niños, con marionetas.
“El cálido tono pastoril, que crea la atmósfera idónea para la acción, se mantiene eficazmente hasta el final. La forma de todos los fragmentos vocales –tanto solistas como concertantes- es la del lied” (Paumgartner, citado por Poggi, A.)

## Discografía
Hay una grabación de esta ópera, con dirección de Uwe Christian Harrer, con solistas del Coro de Niños Cantores de Viena, en concreto D. Orieschnig (Bastian), G. Nigl (Bastiana) y D. Busch (Colas) y la Orquesta Sinfónica de Viena (1986, Philips). También existe una grabación del sello Berlin con Adele Stolte como Bastiana, Peter Schreier como Bastián y Theo Adam como Colás, dirigidos por Helmut Koch. La más reciente grabación discográfica es del sello Sony, con Vinson Cole como Bastián, Edita Gruberova como Bastiana, Lazlo Polgar como Colás y Raymond Leppard a la batuta.